# Austroarcturus africanus
Austroarcturus africanus là một loài chân đều trong họ Holidoteidae. Loài này được Kensley miêu tả khoa học năm 1975.